# Rudolf Nadolny
Rudolf Nadolny (ur. 20 lipca 1873 w Groß Stürlack (Sterławkach Wielkich); zm. 18 maja 1953 w Düsseldorfie) – niemiecki dyplomata, ambasador Niemiec w Turcji (1924–1933) i ZSRR (1933–1934).
W Lötzen Nadolny skończył gimnazjum. Następnie uczęszczał do liceum w Rastenburgu, gdzie w 1892 zdał maturę. Po maturze poszedł na krótki okres do wojska, a następnie rozpoczął studia na Uniwersytecie Królewieckim. Po ich zakończeniu został powołany na stanowisko konsula w Petersburgu. W latach 1912–1914 był pełnomocnikiem w Persji, Bośni i Albanii. Następnie był konsulem w Sztokholmie, a od 1924 do 1933 pierwszym ambasadorem Niemiec w Republice Turcji. W sierpniu 1933 mianowany przez Konstantina von Neurath ambasadorem w Moskwie. Zwolennik polityki prosowieckiej i rewizji granicy niemiecko-polskiej na Pomorzu w trybie porozumień międzynarodowych. Niechętny wobec NSDAP i polityki Adolfa Hitlera zerwania współpracy niemiecko-sowieckiej nawiązanej po układzie w Rapallo, przeciwnik deklaracji niemiecko-polskiej o niestosowaniu przemocy z 26 stycznia 1934. 16 czerwca 1934 złożył dymisję i zajął się zarządzaniem majątkiem. W czasie II wojny światowej w Abwehrze.
Po 1945 krótko prezes Niemieckiego Czerwonego Krzyża, posądzany o sympatie prosowieckie. W czasie blokady Berlina przeniósł się z miasta do Niemiec Zachodnich, gdzie zmarł.